# IPhone
iPhone – smartfon produkowany przez Apple Inc., oparty na systemie operacyjnym iOS, mający pełnić funkcje telefonu komórkowego, platformy rozrywkowej oraz komunikatora internetowego. Urządzenie posiada także wbudowaną przeglądarkę internetową Safari Mobile, umożliwiającą przeglądanie niektórych zasobów sieciowych.

## Najważniejsze informacje
iPhone jest urządzeniem mobilnym przedsiębiorstwa Apple. Pierwsza generacja iPhone nazywana 2G została zaprezentowana przez Steve’a Jobsa w 2007 roku. Do 2013 co rok prezentowany był nowy model kolejno 3G, 3GS, 4, 4S, 5. W 2013 roku zmieniło się to, ponieważ zaprezentowane zostały jednocześnie iPhone 5S oraz 5C (iPhone 5C został zaprezentowany w plastikowej obudowie). W następnych latach na konferencjach prezentowano iPhone’a w dwóch wariantach rozmiarowych 4,7" oraz 5,5" (wariant z „+” w oznaczeniu). Od 2014 pojawiły się 3 generacje iPhone’a, czyli 6 i 6+, 6S i 6S+, 7 i 7+ oraz poboczny model, który pojawił się w marcu 2016 roku nazywany iPhonem SE (iPhone 5S, z większością podzespołów z modelu 6S).
Telefon do modelu 5 był dostępny tylko w dwóch wariantach kolorystycznych tj. czarny oraz biały. Wraz z premierą modelu 5S został dodany kolor Gold, a kolor czarny zastąpił Space Gray. Wraz z modelem 6S do oferty dodano kolor Rose Gold. W modelu 7 kolor Space Gray zastąpiono matowym czarnym oraz dodano wersję kolorystyczną Jet Black. Telefon od modelu 5 obsługuje LTE. Do działania oraz aktywacji potrzebna jest karta nano-Sim. Wraz z iPhone 5 wprowadzone zostało złącze Lightning. Dodane zostały również słuchawki EarPods. W modelu 11 Pro i 11 Pro Max dodano kolor „Nocna zieleń”.

## Dostępność
iPhone w pierwszej wersji obsługiwał transmisję danych EDGE opartą na sieci 2G, dopiero następna odsłona znana jako iPhone 3G posiada wbudowaną obsługę systemu telefonii komórkowej trzeciej generacji 3G. iPhone po raz pierwszy został zaprezentowany 9 stycznia 2007 na wystawie Macworld w San Francisco przez Steve’a Jobsa. Po premierze iPhone’a akcje Apple skoczyły gwałtownie w górę. Z powodu prac nad iPhonem premierę systemu operacyjnego Mac OS X v 10.5 przełożono z 11 czerwca na 26 października 2007.
Na urządzeniu możliwe jest słuchanie plików MP3 i oglądanie filmów w formacie MPEG-4 oraz robienie zdjęć aparatem cyfrowym:
- 2 Mpix lub 3 Mpix – iPhone 3GS,
- 5 Mpix – iPhone 4,
- 8 Mpix – iPhone 4S, 5, 5S, 5C, 6, 6 Plus,
- 12 Mpix – iPhone 6S, 6S Plus, SE, 7, 7 Plus, 8, 8 Plus, X, XR, XS, XS Max, 11, 11 Pro, 11 Pro Max, SE 2, 12 mini, 12, 12 Pro, 12 Pro Max, 13 mini, 13, 13 Pro, 13 Pro Max, 14, 14 Plus
- 48 Mpix - iPhone 14 Pro, 14 Pro Max, 15, 15 Plus, 15 Pro, 15 Pro Max, 16, 16 Plus, 16 Pro, 16 Pro Max

Piosenki i filmy dodaje się tak samo jak w iPodzie, przez program iTunes. iPhone umożliwia bezprzewodowe połączenie z Internetem za pomocą Wi-Fi i przeglądanie stron internetowych za pomocą przeglądarki Safari. Dodatkowo modele 3GS, jak i 4 zostały wzbogacone o możliwość kręcenia filmów, natomiast w modelu 4S została dodana możliwość kręcenia filmów w jakości 1080p Full HD. W iPhonie 5S została wprowadzona możliwość kręcenia filmów w zwolnionym tempie – 120 FPS, a w modelu 6 i 6 Plus została zwiększona do 240 FPS. iPhone 6 Plus posiada także optyczną stabilizację.
28 czerwca 2007, dzień przed premierą, Steve Jobs ogłosił, że każdy pełnoetatowy pracownik Apple oraz niepełnoetatowi pracownicy pracujący przynajmniej rok otrzymają za darmo iPhone’a.
Produkt wszedł do sprzedaży 29 czerwca 2007, w wersjach 4 GB pamięci po 499 $ i 8 GB pamięci po 599 $. iPhone’a można zakupić w Apple Store, jednak aby używać go w sieciach GSM, trzeba podpisać dwuletnią umowę o abonament z AT&T. Zabezpieczenia iPhone’a odnośnie do simlocka zostały jednak szybko złamane, a cena telefonu spadła do 399 $ za wersję 8 GB.
Już parę dni przed premierą przed salonami Apple i AT&T ustawiały się gigantyczne kolejki. Greg Packer – pierwszy w kolejce do sklepu w Nowym Jorku – czekał od poniedziałku rano do piątku wieczorem, czyli około 100 godzin. W iPhonie zastosowano zmodyfikowaną wersję systemu operacyjnego Mac OS X 10.5, która po ogłoszeniu SDK 6 marca została udokumentowana jako iPhone OS. We wrześniu 2007 Apple Inc. przedstawił odtwarzacz iPod touch, którego budowa i oprogramowanie są bardzo zbliżone do iPhone. Jest to cieńsze urządzenie z pewnymi uproszczeniami i pominiętymi funkcjami oprogramowania.
iPhone był, przez pierwsze dwa lata, oferowany na terenie USA tylko przez sieć AT&T Mobility. Od lutego 2011 iPhone jest sprzedawany także w sieci Verizon. Od premiery iPhone 4S sprzedaż oferuje również sieć Sprint. Poza terenem USA przedsiębiorstwo Apple Inc. podpisało dotychczas umowy z operatorami: Optus, Telstra, T-Mobile, Orange, Mobistar, Telia, Sonera, Movistar, O2, 3, SoftBank, Omnitel, Telcel, Telekom Deutschland GmbH, Netcom, Telenor, Vodafone, Play, MTS, Beeline, Megafon, Optimus, Swisscom.
6 marca 2008 udostępniono SDK w wersji 2.0 beta, umożliwiające tworzenie oprogramowania dla iPhone’a i iPoda touch przez kogokolwiek, aczkolwiek rozprowadzanego tylko przez centralne repozytorium kontrolowane przez Apple Inc. o nazwie App Store. System ten ostatecznie wdrożono w wersji stabilnej 6 czerwca 2008. Obecna wersja stabilna to 13.3.1, która została wydana 28 stycznia 2020 roku.

## Sprzęt i technologie

iPhone 1. generacji
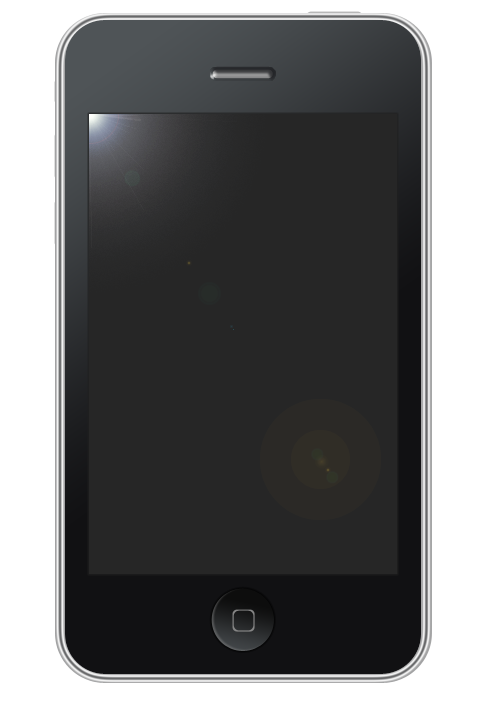
iPhone 3G
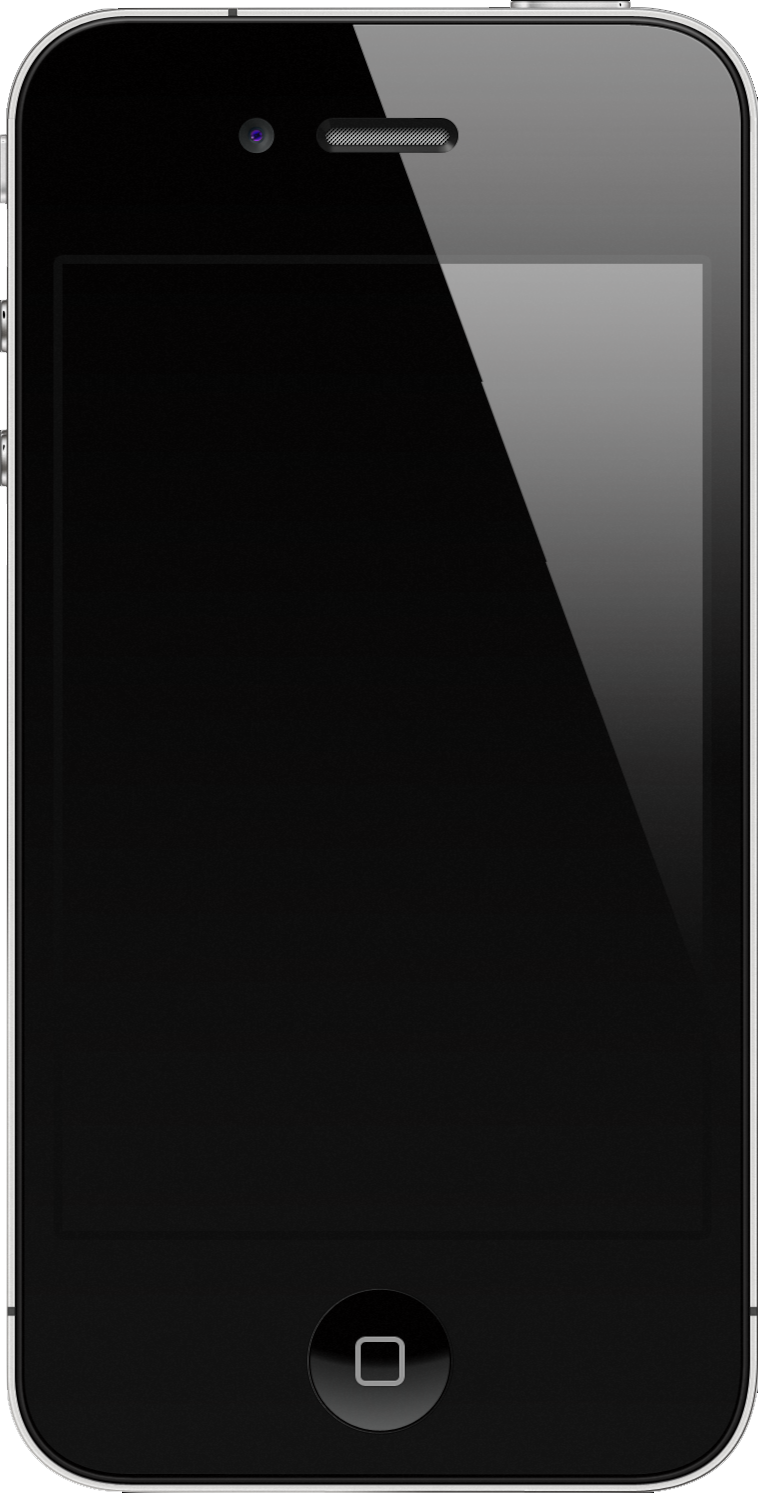
iPhone 4
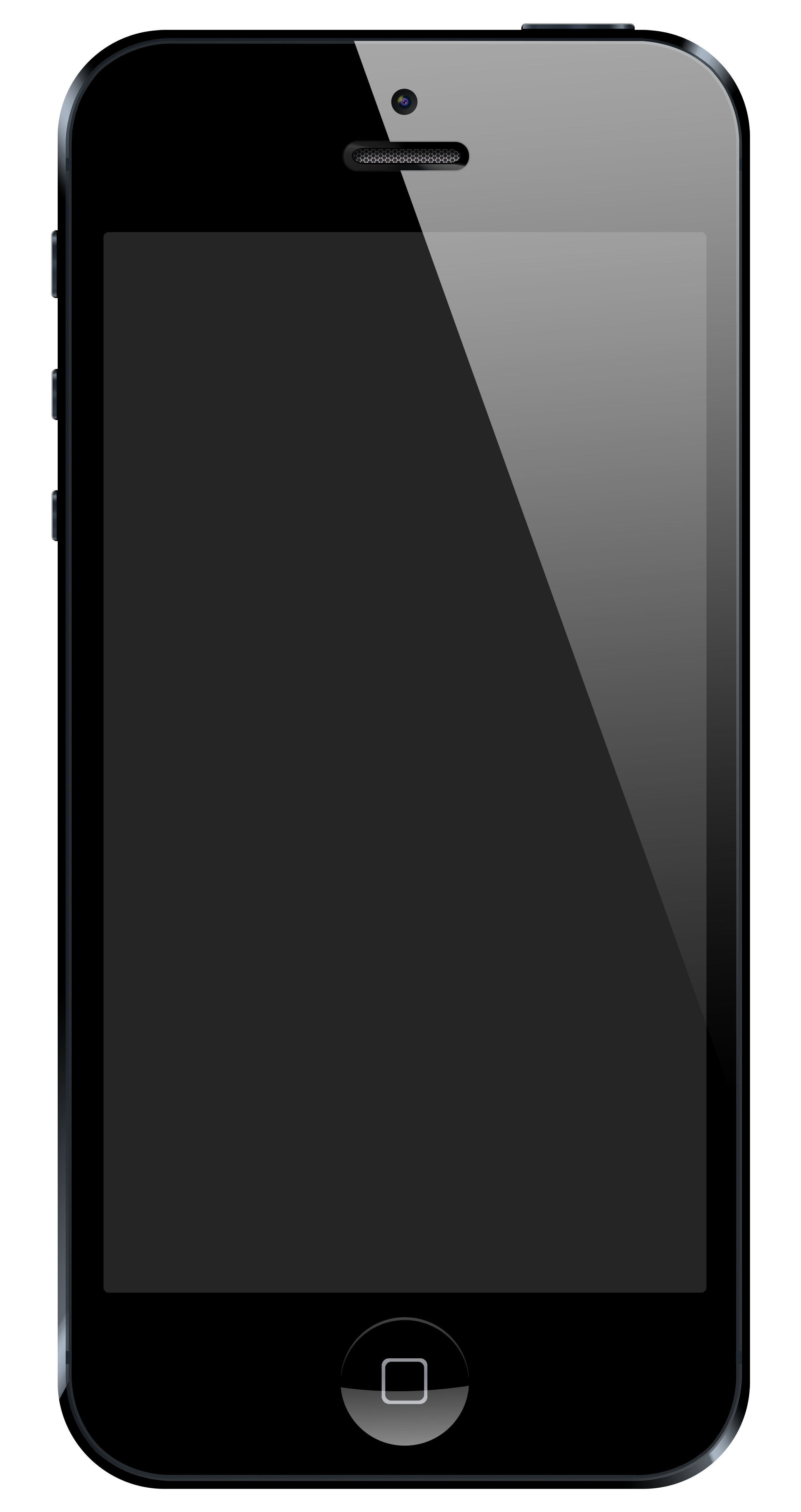
iPhone 5
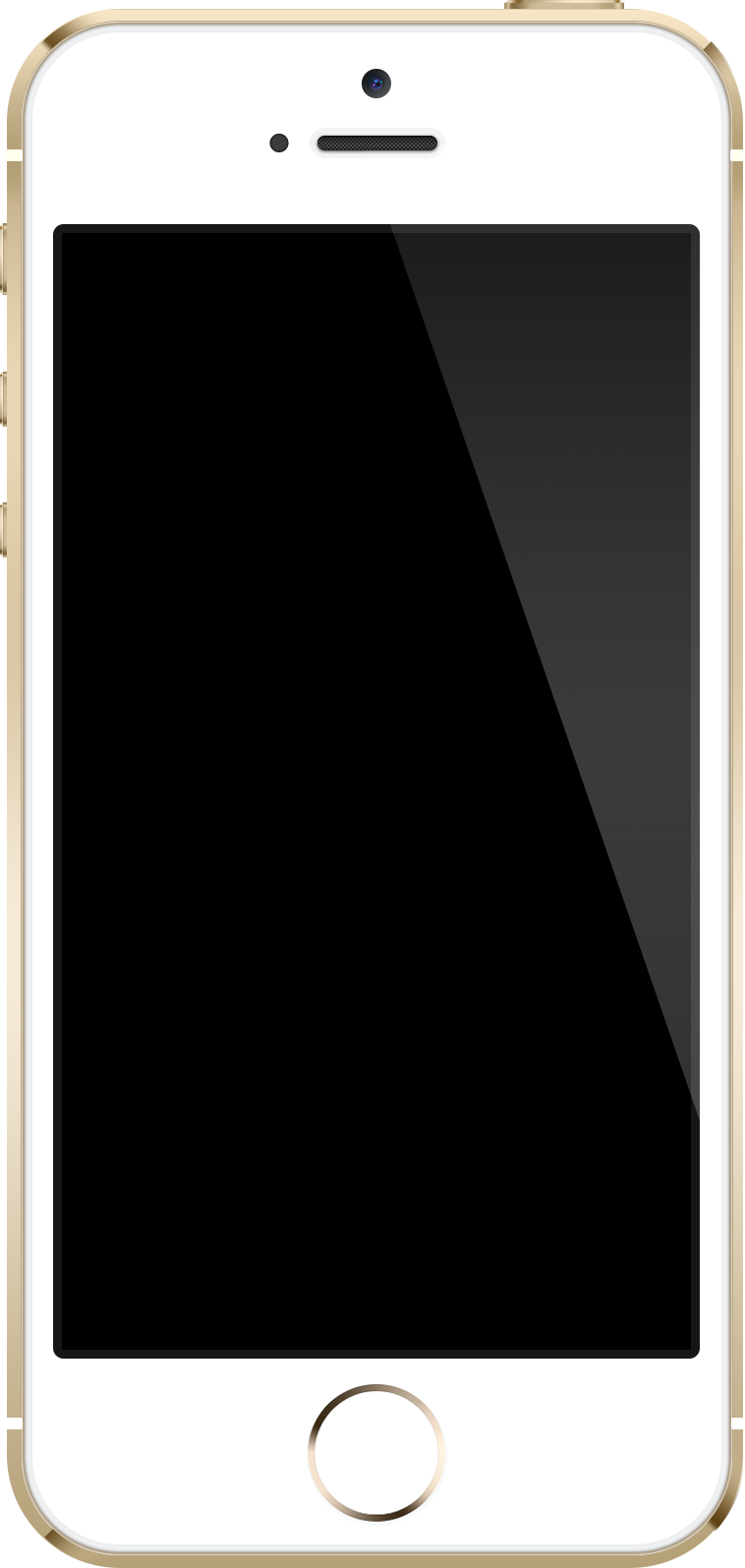
iPhone 5s
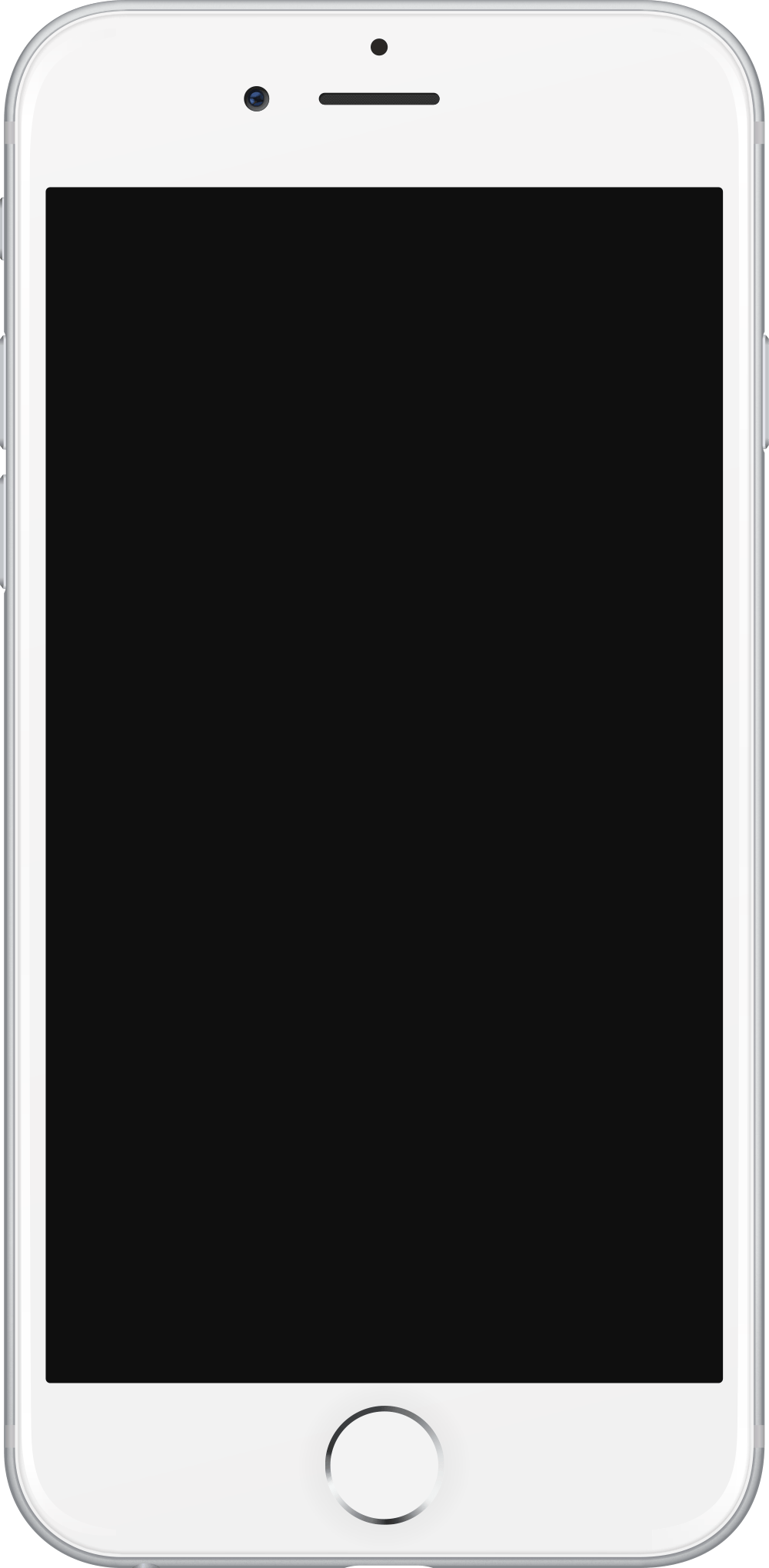
iPhone 6
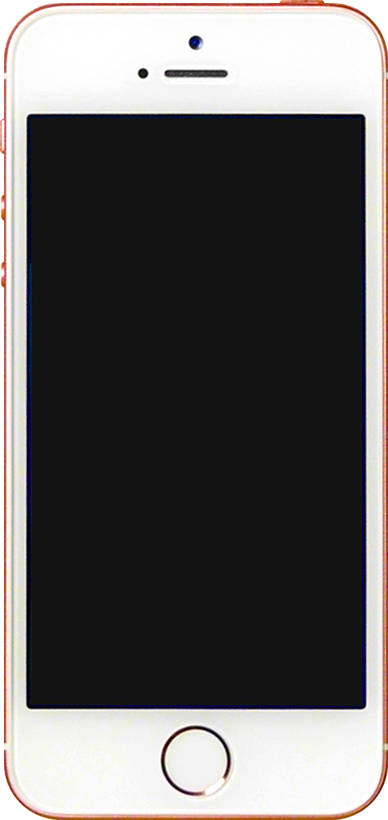
iPhone SE
iPhone 7/7 Plus
iPhone 8/8 Plus
iPhone X
iPhone XS
iPhone XR
iPhone 11
iPhone 11 Pro Max
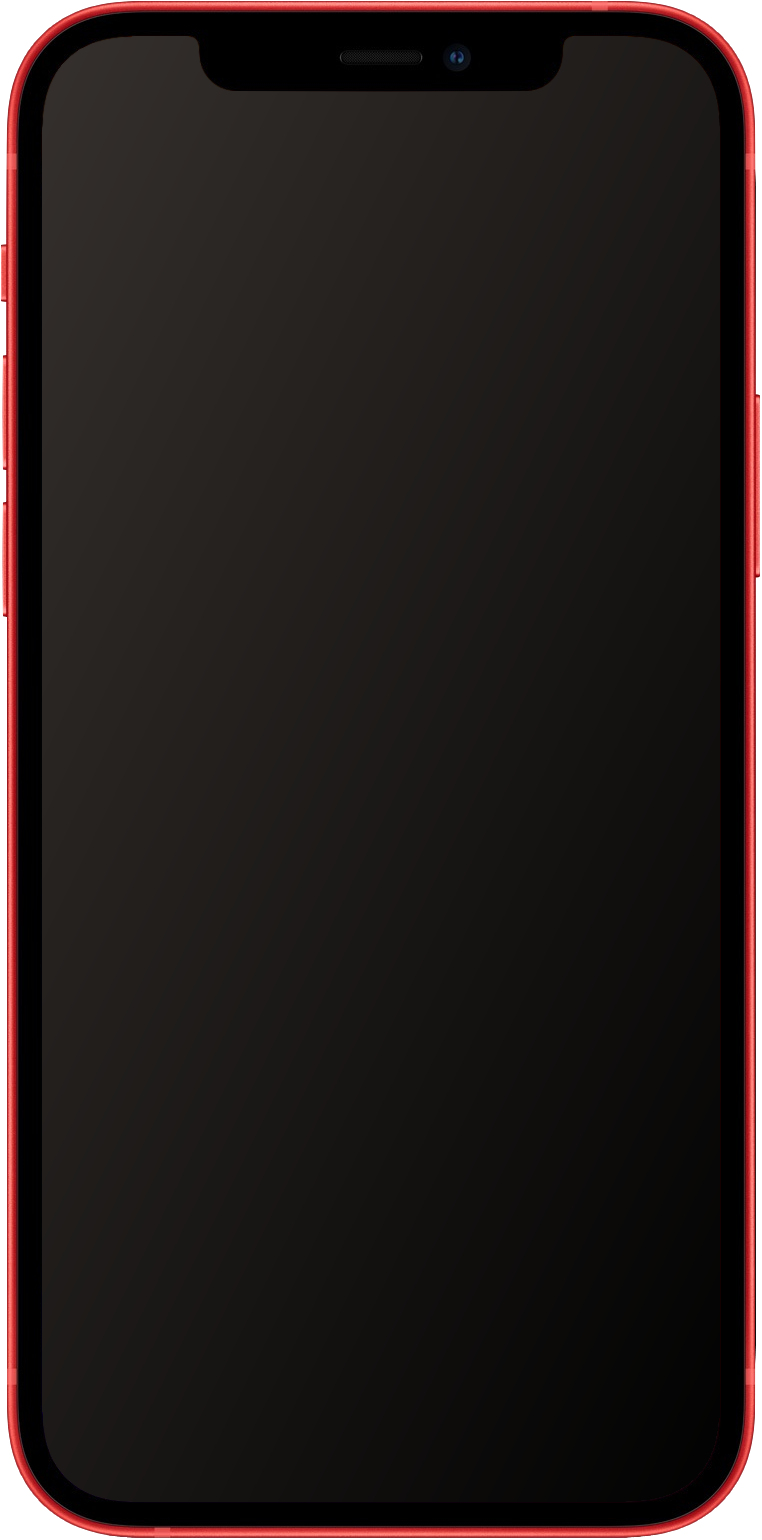
iPhone 12
iPhone 12 mini
iPhone 12 Pro
iPhone 13
iPhone 13 Pro
iPhone 14
iPhone 14 Pro
iPhone 15
iPhone 15 Plus
iPhone 15 Pro
iPhone 15 Pro Max
iPhone 16
iPhone 16 Plus
iPhone 16 Pro
iPhone 16 Pro Max

### Ekran dotykowy
iPhone 5S ma 4-calowy pojemnościowy wyświetlacz LED o rozdzielczości 1136 × 640, gęstości 326 pikseli na cal oraz ok. 5% mocniejsze nasycenie barw od poprzednika. Został wykonany w technologii Retina. Do wpisywania tekstu służy wirtualna klawiatura, która pojawia się na ekranie, kiedy jest to niezbędne. iPhone ma wbudowany korektor pisowni, możliwość przewidywania słów, oraz dynamiczny słownik, który zapamiętuje nowe słowa. Przewidywanie słów zostało zintegrowane z klawiaturą w taki sposób, że użytkownik nie musi być precyzyjny przy wpisywaniu tekstu – przypadkowe dotknięcie krawędzi sąsiednich liter, zostanie w miarę możliwości skorygowane. Nowsze wersje – iPhone 6 i 6 Plus cechują się ekranem o wielkości odpowiednio 4,7 cala oraz 5,5 cala i rozdzielczości 1334 × 750 oraz 1920 × 1080. Tutaj również zastosowano ekran Retina. W iPhone XS wyświetlacz nazywany jest Super Retina HD. Ekran w telefonie iPhone XS Max ma rzeczywistą przekątną 6,46 cala (choć sam producent deklaruje 6,5 cala). Od modelu 11 Pro i 11 Pro Max, Apple nazywa swoje ekrany jako Retina XDR.
Ekran dotykowy współpracuje z trzema czujnikami:
- zbliżeniowym – wygasza ekran oraz wyłącza reakcję na dotyk, gdy iPhone jest przystawiony do twarzy. Ma to zapobiec przypadkowej „obsłudze” urządzenia przez ucho lub twarz, oraz oszczędzać baterię;
- pomiaru światła – dostosowuje jasność wyświetlacza do zewnętrznych warunków, służy poprawie czytelności ekranu oraz oszczędności baterii;
- przyspieszenia – dostosowuje orientację wyświetlacza (pozioma lub pionowa) do położenia urządzenia, na podstawie przemieszczenia i pozycji masy krzemowej. Niektóre aplikacje wykorzystujące ten sensor potrafią wykryć „stan pośredni” położenia urządzenia (gdy jego pozycja nie jest dokładnie pozioma, ani pionowa), wykrywać odchylenia, kiedy iPhone leży „na płasko”, albo reagować na potrząsanie.

iPhone ma jedynie cztery mechaniczne przełączniki – Home button połączony ze skanerem linii papilarnych wprowadzonym w iPhonie 5S (powrót do ekranu domowego), sleep/wake (uśpienie/wybudzenie), volume up/down (zwiększenie/zmniejszenie głośności), ringer on/off (wyciszanie), który został zastąpiony w wersji 15 Pro przez action button (przycisk akcji).

### Telefon
W urządzeniu dostępne są rozmowy konferencyjne, funkcja hold (wyłączenie głośnika i słuchawki bez przerywania połączenia), łączenie rozmów (gdy podczas dwuosobowej rozmowy otrzymamy połączenie, można utworzyć trzyosobową rozmowę konferencyjną).
Dzięki współpracy z AT&T Mobility, iPhone posiada funkcję Visual Voicemail, która pozwala na obejrzenie listy wiadomości w poczcie głosowej bez konieczności dzwonienia do niej. Poczta głosowa zyskała interfejs graficzny, dzięki czemu można odsłuchiwać wiadomości w niechronologicznej kolejności oraz przewijać i pauzować ich odtwarzanie.

### Czytnik linii papilarnych – Touch ID
Od modelu 5S Apple zaczęło stosować czytnik linii papilarnych w miejscu przycisku Home. Skanowanie palca przez czytnik jest metodą odblokowania telefonu – nazywany jest przez Apple Touch ID. Przed skorzystaniem wymagane jest nauczenie telefonu jednego lub więcej odcisków palców. Maksymalnie może ich być pięć. Nowa metoda jest szybsza i nie wymaga pamiętania wymyślonego hasła. Jest ono przydatne jedynie po restarcie telefonu lub awarii Touch ID. Szybko jednak się okazało, że – jak większość takich czytników – ten także można oszukać. Czytnika nie da się jednak oszukać bez znajomości odcisków palców ofiary, więc jest to dobra metoda zabezpieczenia w wielu typowych sytuacjach w tym w wypadku kradzieży.

### Rozpoznawanie twarzy – Face ID
Od modelu iPhone X (następnie Xr, XS, XS Max, 11, 11 Pro, 11 Pro Max, 12 mini, 12, 12 Pro, 12 Pro Max, 13 mini, 13, 13 Pro, 13 Pro Max, 14, 14 Plus, 15, 15 Plus, 15 Pro, 15 Pro Max, 16, 16 Plus, 16 Pro, 16 Pro Max) wprowadzono system Face ID, który zastąpił dotychczasowe rozwiązanie Touch ID do identyfikacji użytkownika telefonu. Technologia jest wykorzystywana do odblokowania telefonu, szybkiego logowania i płatności zbliżeniowych.

### Aparat cyfrowy
iPhone ma wbudowany aparat iSight o rozdzielczości 8 megapikseli z możliwością wykonywania panoram, kręcenia filmów w zwolnionym tempie, rozpoznawania twarzy oraz stabilizacji wideo. Od iPhone'a 11 aparat został ulepszony. Aparat 8 megapikselowy zastąpiono aparatem 12 megapikselowym, TrueDepth. W 2022, Apple postanowiło ulepszyć aparat, zwięszając jego rozdzielczość z 12 na 48 megapikseli.
Wybrane parametry aparatu
| –                                     | iPhone               | iPhone 3G            | iPhone 3GS             | iPhone 4             | iPhone 4S            | iPhone 5             | iPhone 5s            | iPhone 5c            | iPhone 6             | iPhone 6 Plus        | iPhone 6s      | iPhone 6s Plus        | iPhone SE      | iPhone 7              | iPhone 7 Plus                           | iPhone 8              | iPhone 8 Plus                           | iPhone X                                | iPhone XR             | iPhone XS i XS Max                      | iPhone 11                                                                          | iPhone 11 Pro i 11 Pro Max                                                                                       | iPhone SE (2. generacji) |
| ------------------------------------- | -------------------- | -------------------- | ---------------------- | -------------------- | -------------------- | -------------------- | -------------------- | -------------------- | -------------------- | -------------------- | -------------- | --------------------- | -------------- | --------------------- | --------------------------------------- | --------------------- | --------------------------------------- | --------------------------------------- | --------------------- | --------------------------------------- | ---------------------------------------------------------------------------------- | --- | ------------------------ |
| Nazwa kamery                          | b.d.                 | b.d.                 | b.d.                   | iSight               | iSight               | iSight               | iSight               | iSight               | iSight               | iSight               | iSight         | iSight                | iSight         | iSight                | iSight                                  | iSight                | iSight                                  | iSight                                  | iSight                | iSight                                  | TrueDepth                                                                          | TrueDepth |                          |
| Konstrukcja obiektywu                 | b.d.                 | b.d.                 | b.d.                   | 4 elementy           | 5 elementów          | 5 elementów          | 5 elementów          | 5 elementów          | 5 elementów          | 5 elementów          | 5 elementów    | 5 elementów           | 5 elementów    | 6 elementów           | 6 elementów                             | 6 elementów           | 6 elementów                             | 6 elementów                             | 6 elementów           | 6 elementów                             |                                                                                    | | 6 elementów              |
| Liczba pikseli                        | 2 Mpix (1600 × 1200) | 2 Mpix (1600 × 1200) | 3,1 Mpix (2048 × 1536) | 5 Mpix (2592 × 1944) | 8 Mpix (3264 × 2448) | 8 Mpix (3264 × 2448) | 8 Mpix (3264 × 2448) | 8 Mpix (3264 × 2448) | 8 Mpix (3264 × 2448) | 8 Mpix (3264 × 2448) | 12 Mpix        | 12 Mpix               | 12 Mpix        | 12 Mpix               | 12 Mpix                                 | 12 Mpix               | 12 Mpix                                 | 12 Mpix                                 | 12 Mpix               | 12 Mpix                                 | 12 Mpix                                                                            | 12 Mpix | 12 Mpix                  |
| Ogniskowa/ekwiwalent: dla filmu 35 mm | ?                    | ?                    | ?                      | ?                    | 4,3 mm / 35 mm       | 4,1 mm / 33 mm       | 4,1 mm / 35 mm       | 4,1 mm / 33 mm       | 4,3 mm / 35 mm       | 4,1 mm / 33 mm       | 4,1 mm / 35 mm | 4,1 mm / 33 mm        | 4,1 mm / 33 mm |                       |                                         |                       |                                         |                                         |                       |                                         |                                                                                    | |                          |
| Światłosiła                           | b.d.                 | b.d.                 | b.d.                   | ƒ/2,8                | ƒ/2,4                | ƒ/2,4                | ƒ/2,2                | /2,4                 | /2,8                 | ƒ/2,4                | ƒ/2,4          | ƒ/2,2                 | ƒ/2,4          | ƒ/1,8                 | Szerokokątny: ƒ/1,8 Teleobiektyw: ƒ/2,8 | ƒ/1,8                 | Szerokokątny: ƒ/1,8 Teleobiektyw: ƒ/2,8 | Szerokokątny: ƒ/1,8 Teleobiektyw: ƒ/2,4 | ƒ/1,8                 | Szerokokątny: ƒ/1,8 Teleobiektyw: ƒ/2,4 | Obiektyw ultraszerokokątny: przysłona ƒ/2,4 Obiektyw szerokokątny: przysłona ƒ/1,8 | Obiektyw ultraszerokokątny: przysłona ƒ/2,4 Obiektyw szerokokątny: przysłona ƒ/1,8 Teleobiektyw: przysłona ƒ/2,0 | ƒ/1,8                    |
| Lampa LED                             | brak                 | brak                 | brak                   | jest                 | jest                 | jest                 | są dwie              | jest                 | są dwie              |                      |                |                       | są dwie        | są cztery             | są cztery                               | są cztery             | są cztery                               | są cztery                               | są cztery             | są cztery                               |                                                                                    | | jest                     |
| Zoom optyczny                         | brak                 | brak                 | brak                   | brak                 | brak                 | brak                 | brak                 | brak                 | brak                 | brak                 | brak           | brak                  | brak           | brak                  | jest                                    | brak                  | jest                                    | jest                                    | brak                  | jest                                    | jest                                                                               | jest | brak                     |
| Zoom cyfrowy                          | brak                 | brak                 | jest                   | jest                 | jest                 | jest                 | jest                 | jest                 | jest                 | jest                 | jest           | jest                  | jest           | jest                  | jest                                    | jest                  | jest                                    | jest                                    | jest                  | jest                                    | 5×                                                                                 | 10× | 5x                       |
| Stabilizacja obrazu                   | b.d.                 | b.d.                 | b.d.                   | b.d.                 | b.d.                 | b.d.                 | b.d.                 | b.d.                 | b.d.                 | b.d.                 | b.d.           | Optyczna stabilizacja |                | optyczna stabilizacja | optyczna stabilizacja                   | optyczna stabilizacja | optyczna stabilizacja                   | optyczna stabilizacja                   | optyczna stabilizacja | optyczna stabilizacja                   | optyczna stabilizacja                                                              | optyczna stabilizacja                                                                                            | optyczna stabilizacja    |

### Odtwarzacz multimedialny
iPhone może odtwarzać filmy, jednak w odróżnieniu od zdjęć oraz obrazków, filmy mogą być odtwarzane jedynie w ułożeniu panoramicznym (jeżeli użytkownik zdefiniuje materiał wideo jako klip muzyczny, wtedy dostępne są obydwie orientacje). Format obrazu można wybierać pomiędzy widescreen (czarne paski u góry i u dołu) a całkowitym wypełnieniem ekranu (choć jest to zależne od rozdzielczości wgranego materiału).
Wbudowany w iPhone iPod jako pierwszy otrzymał funkcję Cover Flow. Polega ona na tym, że podczas odtwarzania czy przeszukiwania swojej kolekcji możemy odwrócić iPhone w położenie poziome i przejść do funkcji przerzucania okładek, czyli właśnie Cover Flow.

### Internet i komunikacja
Urządzenie ma wbudowane Wi-Fi oraz zainstalowaną specjalną edycję przeglądarki Safari. iPhone może się również łączyć z siecią w ramach 3G (od iPhone 3G), od iPhone 5 w ramach 4G (LTE), a od iPhone 12 także w ramach 5G. Wyższy priorytet ma połączenie Wi-Fi – dopiero jeżeli nie jest dostępny żaden znany hotspot, telefon automatycznie połączy się z Internetem przez sieć komórkową (3G lub 4G). Urządzenie obsługuje także Bluetooth np. do podłączenia słuchawek bezprzewodowych, lecz nie do przesyłania danych jako takich między urządzeniami.
Między innymi aby ominąć częściowo konieczność posiadania Flash, na podstawie umowy pomiędzy Apple Inc. oraz Google, stworzono specjalne wersję YouTube dla iPhone’a. Obecnie nie jest to już aż tak istotne, ponieważ Youtube działa także z wykorzystaniem elementów wideo dostępnych w ramach HTML5.
iPhone obsługuje także e-maile w formacie HTML i ma możliwość dodawania zdjęć do wysyłanych wiadomości. Od iOS 3.0 obsługuje również wiadomości MMS.
Aplikacja FaceTime umożliwia rozmowy wideo z innymi użytkownikami urządzeń Apple (podobnie jak bardziej uniwersalny Skype). Rodzaj połączenia nadawcy i odbiorcy jest dowolny (Wi-Fi, 3G, 4G). Dla użytkowników komputerów Mac trzeba mieć zainstalowaną aplikację FaceTime dostępną w sklepie Mac App Store lub dołączoną bezpłatnie do systemu w wersji 10.7 i wyższej.

### System operacyjny
iPhone działa na systemie operacyjnym Apple iOS, bazujący na rdzeniu Mac OS X 10.5. System ma Core Animation – bibliotekę funkcji odpowiedzialną za obsługę animacji w urządzeniu. Biblioteka ta nie była dotychczas używana w żadnym systemie operacyjnym, do czasu jej użycia w Mac OS X v 10.5. Przedsiębiorstwo oferuje także prosty system dokonywania aktualizacji systemu, podobny do tego zastosowanego w iPodach czy Macintoshach.

### Procesory
Apple Inc. zaprojektowało własny układ scalony (SoC) na potrzeby swoich urządzeń mobilnych. Układy te łączą niskonapięciowy procesor (CPU) i inne komponenty w fizycznie zwarty układ, by zoptymalizować zużycie energii i miejsca tak, by sprostać ograniczeniom urządzeń mobilnych. Pierwsze procesory na zlecenie Apple produkował Samsung (od 1. iPhone do iPhone'a 5s). W 2014 podwykonawcą procesorów zostało przedsiębiorstwo TSMC, które wyprodukowało wszystkie procesory dla urządzeń iPhone 6 i iPhone 6 Plus. Do produkcji procesorów w kolejnej generacji Apple zlecało produkcję zarówno TSMC, jak i Samsungowi. Na potrzeby urządzeń iPhone 7 i nowszych Apple zleca produkcję procesorów wyłącznie fabrykom TSMC.

## Polska premiera iPhone
22 sierpnia 2008 o północy miała miejsce polska premiera iPhone, już w drugiej wersji, iPhone 3G, w sieciach Orange i Era. Kilka dni wcześniej Orange w celach marketingowych wynajęła statystów, generujących sztuczny tłok przed wybranymi salonami. W Play premiera nastąpiła 19 stycznia 2010, a w Plusie 5 lipca tego samego roku. Plus nie jest partnerem Apple i sprzedaje iPhone’y z rynku wtórnego.

## Kontrowersje

### Spowalnianie przez przedsiębiorstwo modeli ze starszą baterią
Właściciel iPhone i projektant systemu dla tych modeli, spowalniał modele smartfonów ze starszą baterią. Aktualizacja iOS 10.2.1 wprowadziła mechanizm ochronny, który jak się później okazało powodował, że iPhone z bardziej zużytą baterią tracił na wydajności. Producent uzasadniał ten zabieg chęcią utrzymania czasu trwania pracy urządzenia na jednym ładowaniu pomimo starzenia się baterii oraz zapobieganiu losowemu wyłączaniu się całego urządzenia w chwilach, gdy bateria nie może obsłużyć szczytowego poboru mocy przez urządzenie (funkcja Zapobieganie nieoczekiwanemu wyłączaniu).
Niezależnie od pobudek, za fakt zatajania i zwodzenia klientów producent został ukarany we Włoszech przez sąd, karą opiewającą na £8,9 miliona.

### Problemy z prawami do nazwy iPhone

#### USA

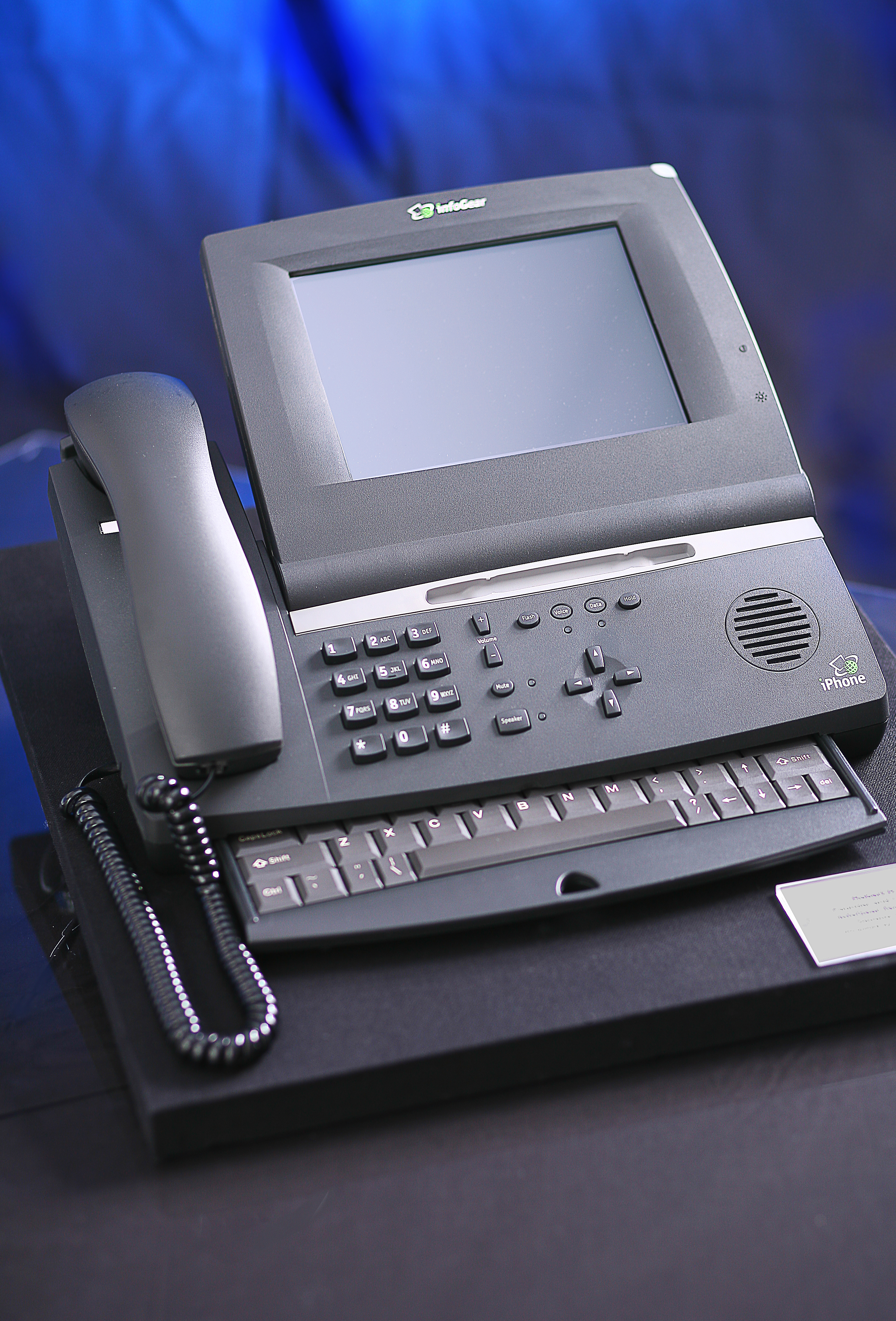
iPhone produkcji InfoGear Technology Corp.

W roku 1998 przedsiębiorstwo InfoGear Technology Corp. wprowadziła na rynek (i zarejestrowała prawa) iPhone – produkt będący skrzyżowaniem telefonu i internetowego terminala. W 2000 potężny producent sprzętu sieciowego Cisco Systems przejął InfoGear wraz z jej wszystkimi wyrobami i prawami do nich. Nie oglądając się na istnienie na rynku produktu o tej nazwie, Steve Jobs ogłosił w styczniu 2007, że Apple Inc. zacznie sprzedaż iPhona w lipcu. Wskutek sprzeciwu Cisco, doszło do burzliwych negocjacji (a nawet pozwu sądowego), w wyniku których oba przedsiębiorstwa mogą posługiwać się nazwą iPhone. Warunki, które musiało spełnić Apple, nie zostały ujawnione.

#### Brazylia
Na rynku brazylijskim przedsiębiorstwo Apple nie miało prawa do nazwy „iPhone”. W 2000 roku, czyli 7 lat przed premierą produktu Apple’a, przedsiębiorstwo Gradiente Eletrônica S.A. (obecnie IGB Eletrônica S.A.) zarejestrowało tam znak handlowy „iphone”. Dzięki temu, w zgodzie z prawem, w Brazylii mógł się pojawić „iphone” z systemem Android. W 2022 roku Apple otrzymał w końcu prawo do bycia jedynym iPhonem na brazylijskim rynku.

#### Meksyk
Z kolei w 2003 roku, w Meksyku, zarejestrowane zostało przedsiębiorstwo telekomunikacyjne iFone. W listopadzie 2012 roku Apple ostatecznie przegrał walkę sądową z iFone rozpoczętą w 2009 roku. Na jego podstawie Apple ma przekazać 40% zysków na rzecz iFone.